# RAF Shawbury

i7
i11
i13
Die Royal Air Force Station Shawbury (ICAO-Code: EGOS), kurz RAF Shawbury, ist ein Militärflugplatz der britischen Royal Air Force nördlich des Dorfes Shawbury und fünfzehn Kilometer nordöstlich von Shrewsbury in der Grafschaft Shropshire, England. Die Station beherbergt die teilstreitkräfteübergreifende Flugschule für Hubschrauberpiloten.

## Geschichte
Die Ursprünge des Flugplatzes reichen in den Juni 1917 zurück als der Flugplatz als No. 9 Training Depot Station des Royal Flying Corps eröffnet wurde. Etwas später wurde der Flugplatz Heimat von drei Fliegerstaffeln, der 10., 29. und 67. Squadron, von denen die ersten beiden auch im 21. Jahrhundert noch existieren. Sie flogen verschiedene Flugzeugtypen. Nach Ende des Ersten Weltkriegs wurde die Station geschlossen und das Areal wieder landwirtschaftlich genutzt.
Im Vorfeld des Zweiten Weltkriegs wurde der Flugplatz 1938 reaktiviert. Im Frühsommer wurde RAF Shawbury Heimat der No. 11 Flying Training School (FTS) aus RAF Wittering. Sie betrieb eine Reihe verschiedener Flugzeugtypen und wurde 1942 No. 11 (Pilot) Advanced Flying Unit umbenannt. Die Fortgeschrittenenschulung auf Airspeed Oxfords erfolgte hier bis Januar 1944. RAF Shawbury wurde während der ersten Kriegsjahre lediglich einmal, am 27. Juni 1940, durch einen einzigen deutschen Bomber angegriffen.
Im Januar 1944 wurde Shawbury Heimat der Central Navigation School (CNS) mit ihren Wellingtons und Stirlings. Ihre Aufgabe bestand darin die Zielgenauigkeit bei den Nachtangriffen des RAF Bomber Commands zu verbessern. Daneben sollte auch die Navigationstechnik verbessert werden. Hierzu startete die Lancaster „Aries“ am 21. Oktober 1944 zur ersten Weltumrundung eines britischen Flugzeugs, die ihn zu den Schwester-Luftstreitkräften in Australien und Neuseeland führte. Das Flugzeug der inzwischen in Empire Air Navigation School umbenannten Flugschule wurde im folgenden Jahr erheblich modifiziert und flog im Mai 1945 auch zum geographischen und magnetischen Nordpol.
Die erst 1949 in CNS zurück benannte Einrichtung wurde 1950 mit der School of Air Traffic Control (ATC) verschmolzen und erhielt eine neue Aufgabe. Die neue Central Navigation and Control School wurde zunächst mit Lincoln und Anson ausgerüstet, später kamen Vampire und Provost hinzu. Die nächste Änderung erfolgte 1963 mit Verlegung des Navigation Wings nach RAF Manby. Nach Abzug der Navigationsgruppe wurde die verbliebene Flugverkehrskontrollgruppe zur Central Air Traffic Control School.
Im Jahr 1976 begann mit Eintreffen der Whirlwinds der No. 2 Flying Training School (2 FTS) und der Gazelles der Hubschrauber-Staffel der Central Flying School (CFS) das Zeitalter der Drehflügler in RAF Shawbury. Die Whirlwinds wurden 1980 durch Wessex ersetzt und zur Such- und Rettungsausbildung wurde ein Wessex-Detachment in RAF Valley eingerichtet.
Der Flugbetrieb mit Starrflüglern fand zunächst weiterhin parallel statt. Nach Außerdienststellung der Jet Provost 1989 und der Chipmunks der Nachwuchsorganisation der RAF 1996 gibt es nur noch sporadisch Flugbewegungen von Starrflüglern.
Die 2 FTS wurde am 1. April 1997 offiziell aufgelöst, an ihre Stelle trat neue Teilstreitkräfte-übergreifende Defence Helicopter Flying School, ausgerüstet mit zwei Staffeln Squirrel HT.1 und einer Griffin HT.1-Staffel. Die Ausbildung wurde im Rahmen einer PPP-Initiative mit der Firma FBS, einer Gemeinschaftsfirma von Flight Refuelling Aviation, Bristows Helicopters Ltd und SERCo betrieben.
Diese Hubschrauber-Muster wurden gut zwei Jahrzehnte bis 2018 genutzt und die ersten Exemplare der Nachfolgemuster Juno HT.1 und Jupiter HT.1 trafen Anfang April 2017 in Shawbury ein. Der neue zivile PPP-Partner ist die Firma Ascent Flight Training, ein Babcock-Lockheed Martin Joint Venture. Das Gebäude des neuen Simulatorzentrums wurde 2020 nach dem „Duke of Cambridge“ benannt, der 2010 die Ausbildung in Shawbury durchlaufen hatte.

## Heutige Nutzung
Die Basis ist seit 1997 die Basis der Defence Helicopter Flying School. Ihr unterstehen drei fliegende Ausbildungsstaffeln der drei britischen Teilstreitkräfte:
- 60. Squadron der Royal Air Force
- 660. Squadron AAC des Army Air Corps (AAC) der British Army
- 705. Naval Air Squadron des Fleet Air Arm der Royal Navy

Ihr untersteht auch die 202. Squadron (die frühere Search and Rescue Training Unit / SARTU) in RAF Valley. Zur Schulung wird auch der Luftraum um RAF Ternhill und Chetwynd Airfield genutzt.